# 32002 Gorokhovsky
32002 Gorokhovsky è un asteroide della fascia principale. Scoperto nel 2000, presenta un'orbita caratterizzata da un semiasse maggiore pari a 2,4186926 UA e da un'eccentricità di 0,1853675, inclinata di 2,18005° rispetto all'eclittica.